# Zabezpieczenie powództwa
Zabezpieczenie powództwa – instytucja kodeksu postępowania cywilnego, której celem jest ochrona praw i interesów wnioskodawcy. Wniosek o udzielenie zabezpieczania może złożyć każdy uczestnik postępowania w sytuacji, gdy wykaże on roszczenie oraz interes prawny w udzieleniu zabezpieczenia. Zabezpieczenie powództwa może być udzielone przed sąd jeszcze przed wszczęciem postępowania. Zabezpieczenie powództwa stosuje się w celu ochrony interesów powoda szczególnie, gdy istnieje ryzyko, że sprawa będzie miała długofalowy przebieg. 

## Rodzaje zabezpieczeń
- Zabezpieczenie pieniężne – np. zajęcie pensji dłużnika, obciążenie nieruchomości dłużnika hipoteką przymusową (art. 747 kpc)[1],
- Zabezpieczenie niepieniężne –  np. zakaz produkcji i dystrybucji produktu, odebranie wspólnikowi prawa do prowadzenia spółki, zaprzestanie naruszania dóbr osobistych (755 kpc)[1],
- Zabezpieczenie mieszane